# Groszki (Rybno)
Groszki (deutsch Groschken) ist ein Dorf in der polnischen Woiwodschaft Ermland-Masuren. Es gehört zur Gmina Rybno (Landgemeinde Rybno, 1942 bis 1945 Rübenau) im Powiat Działdowski (Kreis Soldau).

## Geographische Lage
Groszki liegt im Südwesten der Woiwodschaft Ermland-Masuren, 30 Kilometer südlich der einstigen Kreisstadt Osterode i. Ostpr. (polnisch Ostróda) bzw. 29 Kilometer nordwestlich der heutigen Kreismetropole Działdowo (deutsch Soldau i. Ostpr.).

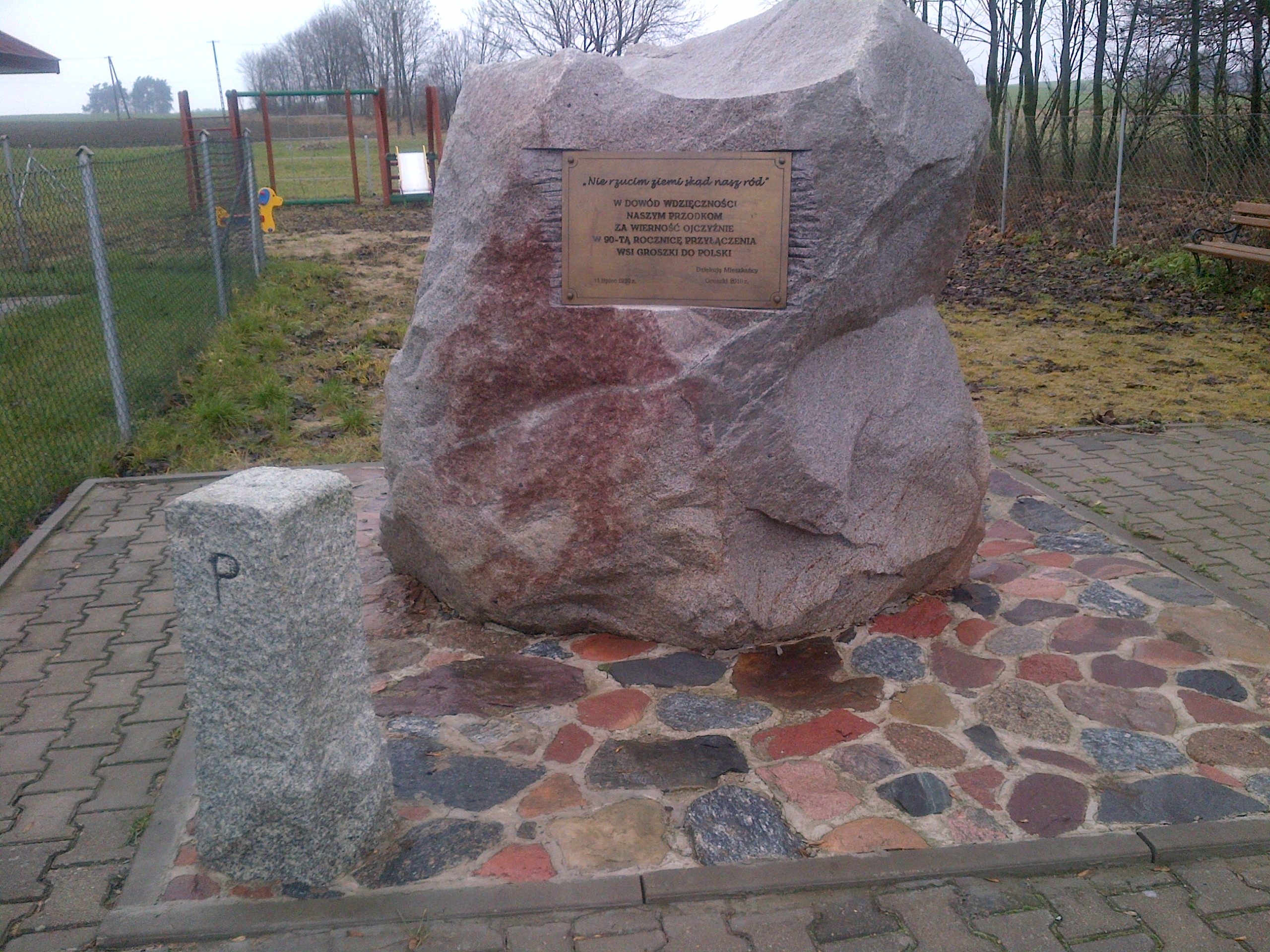
Gedenkstein in Groszki

## Geschichte
Der Gutsbezirk Groschken wurde 1874 in den neu errichteten Amtsbezirk Elgenau (polnisch Elgnowo) eingegliedert, der zum Kreis Osterode in der preußischen Provinz Ostpreußen gehörte. Am 27. Februar 1878 wurde der Gutsbezirk in eine Landgemeinde umgewandelt.
Im Jahre 1910 zählte Groschken 225 Einwohner. Zehn Jahre später – am 15. August 1920 – war Groschken eines der drei Dörfer im Abstimmungsgebiet Allenstein, dass sich gemäß der Bestimmungen des Versailler Vertrags von 1919 im Plebiszit mehrheitlich für einen Anschluss an Polen ausgesprochen hatte und anschließend aufgrund seiner Grenznähe auch tatsächlich an Polen übertragen wurde. 1939 kehrte es in das Deutsche Reich zurück und wurde dem Amtsbezirk Rybno zugeordnet. Doch das währte nur wenige Jahre: 1945 kam Groschken in Kriegsfolge mit dem gesamten südlichen Ostpreußen erneut zu Polen und erhielt wieder die polnische Namensform „Groszki“. Heute ist es eine Ortschaft im Verbund der Gmina Rybno (Landgemeinde Rybno, 1942 bis 1945 Rübenau) im Powiat Działdowski (Kreis Soldau), bis 1998 der Woiwodschaft Ciechanów, seither der Woiwodschaft Ermland-Masuren zugehörig. Im Jahre 2011 zählte Groszki 114 Einwohner.

## Kirche
Bis 1945 war Groschken in die evangelische Kirche Gilgenburg (polnisch Dąbrówno) in der Kirchenprovinz Ostpreußen der Kirche der Altpreußischen Union, außerdem in die römisch-katholische Kirche Rumian (Rumian, 1942 bis 1945 Ramnitz) eingepfarrt. Heute gehört Groszki zur Pfarrei der evangelischen Erlöserkirche Działdowo (Soldau) mit der – Groszki näher gelegenen – Filialkirche Lidzbark (Lautenburg) in der Diözese Masuren der Evangelisch-Augsburgischen Kirche in Polen. Katholischerseits besteht weiterhin der Bezug nach Rumian.

## Verkehr
Groszki liegt an einer Nebenstraße, die die Woiwodschaftsstraße 538 bei Dębień (Eichwalde) mit der Woiwodschaftsstraße 542 bei Dąbrówno (Gilgenburg) verbindet. Die nächste Bahnstation ist (seit 1986) das Dorf Jeglia (Jeglia, 1939 bis 1942 Jeglin, 1942 bis 1945 Tanneberg) an der PKP-Linie 9 Danzig–Warschau.